# Giovanni Prodi
Giovanni Prodi (* 28. Juni 1925 in Scandiano; † 29. Januar 2010 in Pisa) war ein italienischer Mathematiker, der sich mit Analysis befasste.

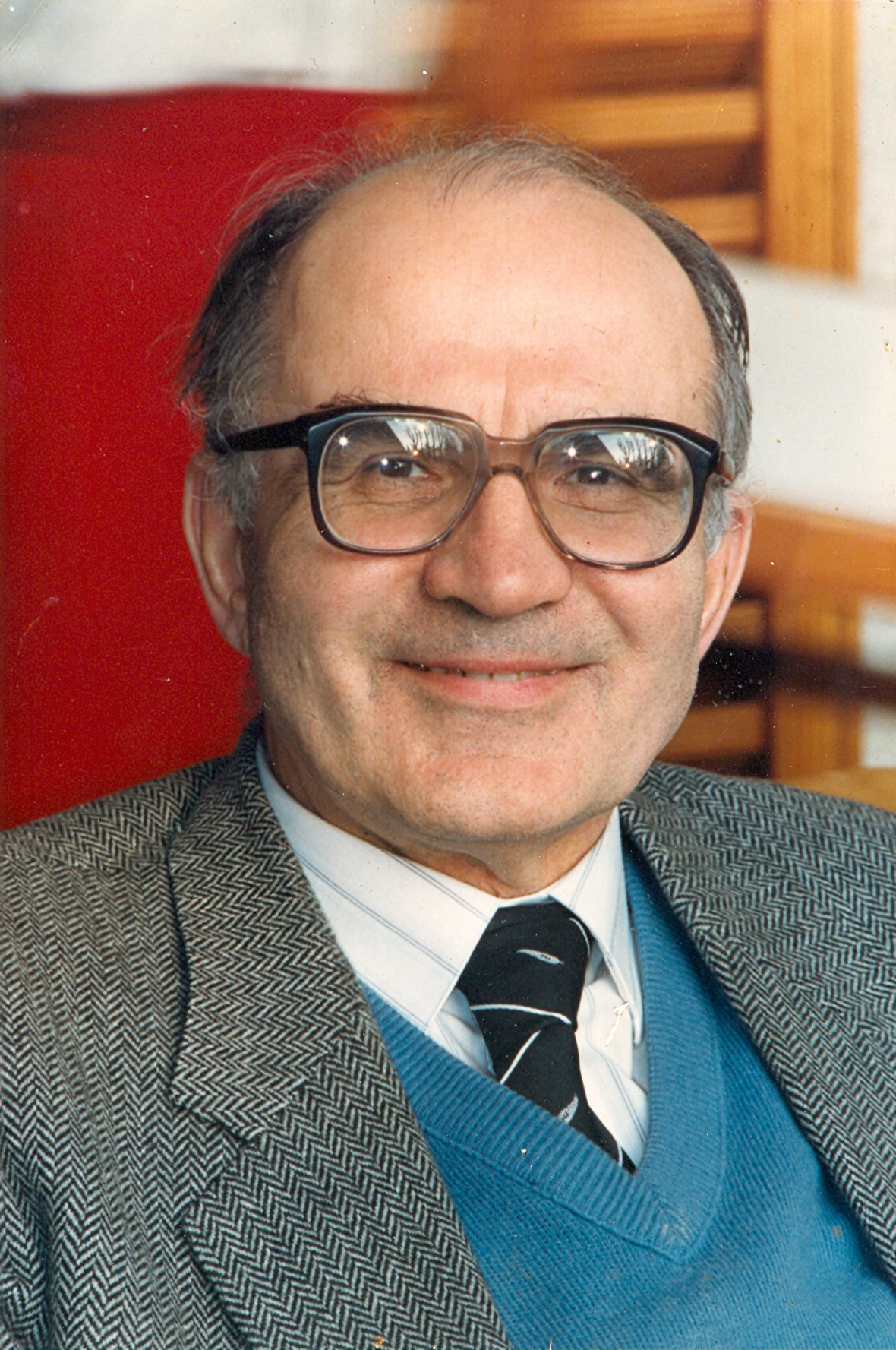
Giovanni Prodi (1995)

## Leben
Er war das älteste von neun Kindern des Ingenieurs Mario Prodi und der Lehrerin Enrica Prodi, der Bruder von Romano Prodi, des Meteorologen Franco Prodi, des Physikers und Europaabgeordneten Vittorio Prodi, des Historikers Paolo Prodi und des Arztes und Schriftstellers Giorgio Prodi. Nach dem Notabitur 1943 studierte er, unterbrochen von der Kriegszeit, Mathematik an der Universität Parma mit dem Laurea-Abschluss 1948 bei Giovanni Ricci. Danach war er Assistent von Giovanni Ricci in Mailand. 1956 bis 1963 war er Professor in Triest und danach an der Universität Pisa.
1959 bewies er die Eindeutigkeit der schwachen Lösung der Navier-Stokes-Gleichung in zwei Dimensionen unabhängig von Jacques-Louis Lions. Er galt als Nestor der nichtlinearen Analysis in Italien.
Er befasste sich auch mit Mathematikpädagogik in Zusammenarbeit mit seiner Frau Silvia Dentella. Hier entwickelte er das Prodi Projekt mit besonderem Schwerpunkt in Statistik und konstruktiver Mathematik als natürlicher Erweiterung des nationalen italienischen Programms zur Informatik an Schulen.
2001 wurde er Ehrendoktor in Palermo. Eine Gastprofessur für nichtlineare Analysis des DAAD an der Universität Würzburg ist nach ihm benannt.
1980 erhielt er den Mathematik-Preis der Accademia dei XL.

## Schriften
- Analisi matematica. Bollati Boringhieri, Turin 1970, ISBN 88-339-5329-7.
- als Herausgeber: Eigenvalues of non-linear problems. III ciclo, Varenna, 16–25 giugno 1974. Cremonese, Rom 1974.
- mit Antonio Ambrosetti: A Primer on Nonlinear Analysis (= Cambridge Studies in Advanced Mathematics. 34). Cambridge University Press, Cambridge u. a. 1993, ISBN 0-521-37390-5.
- Lezioni di analisi matematica 2. A cura di Antonio Ambrosetti e Giovanna Cerami. Bollati Boringhieri, Turin 2011, ISBN 978-88-339-5812-5.